# Serhi Kulish
Serhi Volodymyrovych Kulish (en ucraniano: Сергій Володимирович Куліш; Cherkasy, 17 de abril de 1993) es un deportista ucraniano que compite en tiro, en la modalidad de pistola rifle.
Participó en cuatro Juegos Olímpicos de Verano, entre los años 2012 y 2024, obteniendo dos medallas de plata, en Río de Janeiro 2016, en la prueba de rifle 10 m, y en París 2024, en rifle 3 posiciones 50 m.
Ganó dos medallas en el Campeonato Mundial de Tiro de 2022 y cuatro medallas en el Campeonato Europeo de Tiro entre los años 2017 y 2025.

## Palmarés internacional
| Juegos Olímpicos   | Juegos Olímpicos        | Juegos Olímpicos | Juegos Olímpicos              |
| Año                | Lugar                   | Medalla          | Prueba                        |
| ------------------ | ----------------------- | ---------------- | ----------------------------- |
| 2016               | Río de Janeiro (Brasil) | Medalla de plata | Rifle 10 m                    |
| 2024               | París (Francia)         | Medalla de plata | Rifle 3 posiciones 50 m       |
| Campeonato Mundial |                         |                  |                               |
| Año                | Lugar                   | Medalla          | Prueba                        |
| 2022               | El Cairo (Egipto)       | Medalla de oro   | Rifle 3 posiciones 50 m       |
| 2022               | El Cairo (Egipto)       | Medalla de plata | Rifle en pos. tendida 50 m    |
| Campeonato Europeo |                         |                  |                               |
| Año                | Lugar                   | Medalla          | Prueba                        |
| 2017               | Bakú (Azerbaiyán)       | Medalla de plata | Rifle 3 posiciones 50 m       |
| 2024               | Osijek (Croacia)        | Medalla de oro   | Rifle 3 posiciones 50 m mixto |
| 2024               | Osijek (Croacia)        | Medalla de plata | Rifle 3 posiciones 50 m       |
| 2025               | Osijek (Croacia)        | Medalla de oro   | Rifle 10 m                    |